# روبرتو كول
روبرتو كول (بالإسبانية: Roberto Coll)‏ (10 أبريل 1925 في الأرجنتين - يناير 2013) هو لاعب كرة قدم أرجنتيني في مركز الهجوم. لعب مع ديبورتيفو كالي وريفر بليت ونادي بالستينو.

## وصلات خارجية
- روبرتو كول على موقع قاعدة بيانات كرة القدم.إي يو (الإنجليزية)